# Репин, Иван Васильевич
Иван Васильевич Репин (16 [28] января 1874, Осиновка, Ярославская губерния — 12 декабря 1936, Москва) — русский писатель и поэт самоучка.

## Биография
Родился 16 (28) января 1874 года в зажиточной крестьянской семье в деревне Осиновка Заозерской волости Угличского уезда (ныне — в Угличском районе Ярославской области). Окончил сельскую начальную школу. Приехав в Москву в начале 1890-х годов работал мальчиком на побегушках, приказчиком. Накопив средства, открыл собственную яичную торговлю.
С юности писал стихи. В Москве стал членом Суриковского литературного кружка, печатал стихи и рассказы в газетах и журналах, участник «Сред» Н. Телешова. В 1903 году совместно с П. Гороховым и А. Кузнецовым издал сборник стихов «С родных полей». В 1922 году в Харькове издан сборник его рассказов «Бродяга».
После Революции вернулся в родную деревню, где вместе с поэтами-самоучками И. Корневым и В. Ушаковым принимал активное участие в становлении советской власти и культурно-просветительской работе. Помогал открытию в селе Заозерье Народного дома. Большую часть своей библиотеки передал в Заозерскую библиотеку и Ивановскую сельскую школу. Под псевдонимом Ив. Дубленый печатал стихи и рассказы в газете «Угличская правда».
В конце 1921 года вернулся в Москву. В его доме на Чистых прудах часто бывали писатели и поэты, оставившие два альбома памятных записей. Репин материально помогал печататься писателям из народа, проводил сбор рукописей классиков русской литературы.
Умер в 1936 году.